# Conus albomaculatus
Conus albomaculatus é uma espécie de gastrópode do gênero Conus, pertencente a família Conidae.